# Communauté de communes Maurienne-Galibier
Die Communauté de communes Maurienne-Galibier (offizielle Schreibweise: Communauté de communes Maurienne Galibier) ist ein französischer Gemeindeverband mit Rechtsform einer Communauté de communes im Département Savoie in der Region Auvergne-Rhône-Alpes. Er ist nach seiner Lage im Maurienne unterhalb des Col du Galibier benannt und wurde im Jahr 2001 gegründet durch Umwandlung einer bereits Ende 1990 geschaffenen Vorgängerform (district).

## Aufgaben
Zu den vorgeschriebenen Kompetenzen gehören die Entwicklung und Förderung wirtschaftlicher Aktivitäten und des Tourismus. Der Gemeindeverband steuert die Wohnungspolitik, betreibt Straßenmeisterei und Rettungsdienste und ist in Umweltbelangen wie Abwasseraufbereitung, Müllabfuhr und Müllentsorgung aktiv. Zusätzlich fördert er kulturelle, sportliche und außerschulische Aktivitäten.

## Mitgliedsgemeinden
Folgende sechs Gemeinden gehören der Communauté de communes Maurienne Galibier an:
| Gemeinde                                  | Einwohner 1. Januar 2022 | Fläche km² | Dichte Einw./km² | Code INSEE | Postleitzahl |
| ----------------------------------------- | ------------------------ | ---------- | ---------------- | ---------- | ------------ |
| Orelle                                    | 321                      | 69,25      | 5                | 73194      | 73140        |
| Saint-Martin-d’Arc                        | 302                      | 4,93       | 61               | 73256      | 73140        |
| Saint-Martin-de-la-Porte                  | 692                      | 19,25      | 36               | 73258      | 73140        |
| Saint-Michel-de-Maurienne                 | 2.432                    | 36,31      | 67               | 73261      | 73140        |
| Valloire                                  | 1.074                    | 137,48     | 8                | 73306      | 73450        |
| Valmeinier                                | 578                      | 54,26      | 11               | 73307      | 73450        |
| Communauté de communes Maurienne-Galibier | 5.399                    | 321,48     | 17               | –          | –            |